# Lasiobolidium
Lasiobolidium es un género de hongos de la familia Pyronemataceae.